# Charles Wang
Charles Wang (Xangai, China, 19 de agosto de 1944 - Oyster Bay, Nova Iorque, 21 de outubro de 2018) foi um empresário chinês do setor de informática. Foi, junto a Russell Artzt, um dos fundadores de CA Technologies e foi proprietário da equipe de hóquei no gelo New York Islanders.

## Carreira profissional

### CA Tecnologies
Em 1976, foi um dos fundadores da empresa de software Computer Associates International, hoje conhecida como CA Technologies. Um dos seus co-fundadores no projeto foi Russell Artzt.

### New York Islanders
Em 2000, Wang adquiriu a equipe de hóquei no gelo New York Islanders.